# Sausdravas
Sausdravas je řeka na západě Litvy v okrese Plungė (Telšiaiský kraj), v Žemaitsku na Žemaitijské vysočině. Vlévá se do Minije 154 km od jejího ústí u vsi Stalgėnaiai. Je to její pravý přítok. Pramení 1 km na jihozápad od vsi Drūkčiai, 1,5 km na jihozápad od jezírka Drūkčiai (lit. Drūkčių ežeras). Sausdravas teče na jihovýchod, míjí zprava ves Kantaučiai/Sausdravėnai, Žlibinai, zleva ves Purvaičiai. Řeku křižuje cesta Plungė – Žarėnai. Průměrný spád je 239 cm/km. Protéká nádržemi u Sausdravėnů (plocha 1 ha) a u Žlibinů (plocha 6 ha). Obce při řece: Kantaučiai, Žlibinai, Purvaičiai.

## Přítoky
- Levé:

| Hydrologické pořadí | Řeka  | Délka (km) | Povodí (km²) | Vzdálenost od ústí (km) | Ústí kde | Koordináty ústí |
| ------------------- | ----- | ---------- | ------------ | ----------------------- | -------- | --------------- |
| 17010153            | Saisa | 6,8        | 25,7         | 19,6                    |          |                 |

- Pravé:

| Hydrologické pořadí | Řeka    | Délka (km) | Povodí (km²) | Vzdálenost od ústí (km) | Ústí kde | Koordináty ústí |
| ------------------- | ------- | ---------- | ------------ | ----------------------- | -------- | --------------- |
| 17010151            | S – 4   | 3,2        | 3,1          | 24,1                    |          |                 |
| 17010152            | Kulka   | 4,9        | 11,7         | 21,9                    |          |                 |
| 17010155            | S – 2   | 4,0        | 3,6          | 6,8                     |          |                 |
| 17010156            | Kapupis | 7,4        | 8,4          | 3,9                     |          |                 |
| 17010157            | Šilupis | 4,0        | 10,6         | 2,8                     |          |                 |

## Rezervace
Sausdravas je od přítoku řeky Saisy až do soutoku s řekou Minija a dále řeka Minija až do svého ústí jsou ichthyologickou rezervací (je zde zakázáno rybaření, nebo jinak překážet nerušenému tření).